# Nettleden
Nettleden est un village du Hertfordshire, en Angleterre.